# MÁV řada 601
Lokomotivy řady 601 MÁV (ČSD řada 636.0) byly nákladní parní lokomotivy s vlečným tendrem Malletova uspořádání. Jednalo se o nejtěžší parní lokomotivy s největší plochou roštu a výhřevnou plochou maďarských i československých železnic.

## Vznik a vývoj
Na základě dobrých zkušeností MÁV s řadou VIm, později 651 vyvinuli v budapešťské lokomotivce MÁVAG v roce 1915 ještě výkonnější lokomotivu, která byla určena především pro sklonově náročnou trať Karlstadt (dnes Karlovac) – Fiume (dnes Rijeka) v dnešním Chorvatsku. Lokomotivy měly na této trati dopravovat nákladní vlaky bez nutnosti použití postrkového stroje, a to při dodržení maximálního nápravového tlaku 16,5 t. Svého času šlo o nejvýkonnější lokomotivy v Evropě.
V letech 1914–1921 bylo v budapešťské lokomotivce vyrobeno celkem 60 lokomotiv tohoto typu pro MÁV a další tři pro Chemins de fer Orientaux (CO) v Turecku. Po první světové válce zůstaly lokomotivy této řady ve svých dosavadních působištích. Z 60 strojů řady 601 se 57 ocitlo mimo území Maďarska, z toho 36 na území Jugoslávie, 15 na území Rumunska a 6 v nově vzniklém Československu.

## Československo
Šest lokomotiv bylo umístěno ve výtopně Zvolen – jednalo se o stroje 601.021, 36, 38, 40, 55 a 56. Po roce 1924 byly přeznačeny na 636.001-06 s tendry 526.001-06 a předisponovány do Spišské Nové Vsi. V roce 1928 se zúčastnila tato řada předvádění nové tlakové brzdy soustavy Božič zástupcům UIC. Ve srovnání s novými stroji řad 524.1 a 534.0 se ukázal jejich provoz drahý a proto byly často odstavovány do zálohy. 
Po připojení jižní části Slovenska v roce 1939 k Maďarsku připadlo všech 6 lokomotiv ČSD MÁV. Po roce 1945 se dvě z nich vrátily zpět k ČSD, ale do provozu již příliš nezasáhly. Obě byly v roce 1947 vyřazeny.

## Maďarsko
Následkem nového uspořádání po první světové válce nezůstala na území nově ustanoveného Maďarska žádná lokomotiva řady 601. Teprve v letech 1920 – 1921 byly MÁV dodány stroje 651.058, 059 a 060. Byly přiděleny depu Budapešť Ferencváros a spolu s lokomotivami řady 402 byly nasazeny na uhelné vlaky v trase Tatabánya – Budapešť. Po roce 1945 přibyly MÁV další dvě lokomotivy této řady, avšak v 50. letech se po nasazení amerických lokomotiv řady 411 (typ S 160 USATC) staly přebytečnými a byly vyřazeny a sešrotovány.

## Rumunsko
Z patnácti rumunských lokomotiv této řady byla 601.057 dodána v září 1919 přímo z výroby. Byly přiděleny depu Brašov a nasazovány na úseku Brašov – Predeal, a to až do roku 1947. Poté byly postupně vyřazovány, k 1. lednu 1950 již nebyla žádná z těchto lokomotiv ve stavu CFR. Jako zajímavost lze uvést fakt, že tři lokomotivy (601.038, 040 a 059) byly sešrotovány až 15. února 1960 na základě smlouvy Maďarska a Rumunska, jelikož byly zahrnuty v seznamu maďarských lokomotiv zavlečených na území Rumunska ze září 1944. Přitom 601.038 a 059 byly od roku 1919 v parku CFR.

## Jugoslávie
U SHS, později JDŽ byly lokomotivy označeny řadou 32 a nasazeny na trati Moravice–Rijeka. Za 2. světové války připadlo 6 lokomotiv FS (Italské státní dráhy) a 30 HDŽ (Chorvatské železnice). Po válce byly provozovány na trati Knin–Split, a to až do roku 1960, kdy byly vyřazeny.

## Turecko
Lokomotivy 601–603 byly v roce 1918 dodány společnosti Chemins de fer Orientaux (v překladu Východní dráha), která provozovala železniční dopravu v evropské části Turecka. Žádná z těchto lokomotiv nepřešla při zestátnění v roce 1936 do stavu TCDD a jejich osud není znám.

## Konstrukce
Pojezd lokomotivy malletova uspořádání měl tři spřažené nápravy v pevném a tři ve výkyvném rámu. Ve výkyvném rámu byl navíc Adamsův běhoun s oboustranným výkyvem ±42 mm. Hnací dvojkolí bylo vždy třetí spřažené. Hnací dvojkolí ve výkyvné rámu mělo zeslabené okolky o 10 mm, první spřažené dvojkolí v pevném rámu mělo oboustranný posuv ±12 mm.
Z důvodu nedostatku mědi ve válečném hospodářství byl použit Brotanův kotel, a to v jedinečném provedení se dvěma sběracími bubny v horní části. U lokomotiv do č. 40 bylo použito 188 žárnic a 36 kouřovek, u posledních 20 strojů byl počet žárnic snížen na 176.
Na přestupníku byla umístěna pojišťovací záklopka seřízená na 7,5 baru k omezení tažné síly, resp. k zamezení skluzu. Na lokomotivách bylo instalováno mazání okolků 1., 2. a 5. dvojkolí.